# Susanthika Jayasinghe
Susanthika Jayasinghe, född 17 december 1975 i Atnawala på Sri Lanka, är en lankesisk friidrottare, specialiserad på sprint.
Jayasinghe växte upp i en fattig familj i en liten by sex mil norr om Colombo. Spikskor för friidrott kostar mer än en genomsnittlig månadslön i hennes hemby, så hon hade inte tillgång till riktig utrustning eller till tränare. Trots sin bakgrund lyckades hon nå en resultatnivå som gett medaljer såväl vid OS som VM.
Efter att ha tagit VM-silver 1997 flyttade hon sin träning till USA.
I Sydney år 2000 tog Jayasinghe den första lankesiska OS-medaljen sedan 1948 genom att komma trea på 200 meter bakom Marion Jones och Pauline Davis-Thompson. Jones diskvalificerades sedermera för doping, vilket i december 2009 ledde till omfördelning av de övrigas medaljer. Jayasinghe vann således silvret.

## Personliga rekord
- 100 meter: 11,04 s. (Yokohama 2000)
- 200 meter: 22,28 s. (Sydney 2000)

- 50 meter, inomhus: 6,31 s. (Liévin 2001), asiatiskt rekord[2]
- 60 meter, inomhus: 7,09 s. (Stuttgart, 1999), asiatiskt rekord[3]
- 200 meter, inomhus: 22,99 s. (Lissabon, 2001), asiatiskt rekord[4]

## Fotnoter
1. ↑  http://www.espn.com/olympics/trackandfield/news/story?id=4727911
2. ↑  IAAF, aktuellt per 2008-09-11
3. ↑  IAAF, aktuellt per 2008-09-11
4. ↑  IAAF, aktuellt per 2008-09-11